# Canal 9 (Dänemark)
Canal 9 ist ein privater Fernsehsender aus Dänemark der am 17. Juli 2009 auf Sendung ging und heute zur Warner Bros. Discovery gehört, zuvor gehörte er von 2009 bis 2015 C More Entertainment.
Der Kanal ist ein Retro-Kanal, der ältere Dokumentarfilme aus dem Discovery Channel und alten 80er Action & Comedy Serien wie Miami Vice, Das A-Team, Magnum und M*A*S*H und mit Fußball an den Wochenenden aus der dänischen Superliga, UEFA Europa League, La Liga und der Serie A. Der Kanal teilt Sportrechte mit Eurosport und 6’eren, er wurde ursprünglich als Low-Pay Schwesterkanal auf Canal+ im Juli 2009 gestartet.

## Sportrechte
- Fußball-Weltmeisterschaft 2018/Qualifikation
- UEFA Europa League
- Dänische Superliga
- La Liga
- Serie A
- EFL Cup
- FA Cup
- Copa del Rey

## Senderlogos

Logo von 2009 bis 2015
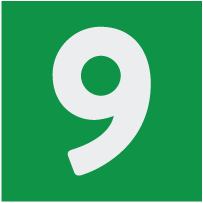
Logo von 2015 bis 2024
Logo seit 15. Januar 2024